# André Masséna
André Masséna (Nice, 6 de maio de 1758 — 4 de abril de 1817) foi um comandante militar francês durante as Guerras Revolucionárias Francesas e as Guerras Napoleônicas. Ele foi um dos 18 Marechais do Império originais criados por Napoleão I, com o apelido de l'Enfant chéri de la Victoire (o Querido Filho da Vitória).
Muitos dos generais de Napoleão foram treinados nas melhores academias militares francesas e europeias, no entanto Masséna estava entre aqueles que alcançaram a grandeza sem o benefício da educação formal. Enquanto aqueles de posição nobre adquiriam sua educação e promoções como uma questão de privilégio, Masséna ascendeu de origens humildes a tal proeminência que Napoleão se referiu a ele como "o maior nome de meu império militar". Sua carreira militar foi igualada por poucos comandantes na história europeia.
Além de seus sucessos no campo de batalha, a liderança de Masséna ajudou na carreira de muitos. A maioria dos marechais franceses da época serviu sob seu comando em algum momento.

## Juventude
Masséna nasceu em Nice, então pertencente ao Reino da Sardenha, em 16 de maio de 1758. Era filho do lojista Jules Masséna (Giulio Massena), que se tornou comerciante de vinhos, e de sua esposa Marguerite Fabre. Seu pai morreu em 1764 e, depois que sua mãe se casou novamente, ele foi enviado para morar com os parentes de seu pai.
Aos treze anos, Masséna tornou-se taifeiro a bordo de um navio mercante. Enquanto estava a bordo, ele navegou no Mar Mediterrâneo e em duas viagens prolongadas para a Guiana Francesa. Em 1775, após quatro anos no mar, ele retornou a Nice e se alistou no exército francês como um soldado no Regimento Real Italiano. Na época em que ele partiu em 1789, Masséna havia subido ao posto de suboficial, o mais alto posto que pode ser alcançado por não-nobres. Em 10 de agosto daquele ano, ele se casou com Anne Marie Rosalie Lamare, filha de um cirurgião em Antibes, e morou com ela em sua cidade natal. Depois de uma breve passagem como contrabandista no norte da Itália, ele voltou ao exército em 1791 e foi nomeado oficial, chegando ao posto de coronel em 1792.

## Guerras revolucionárias

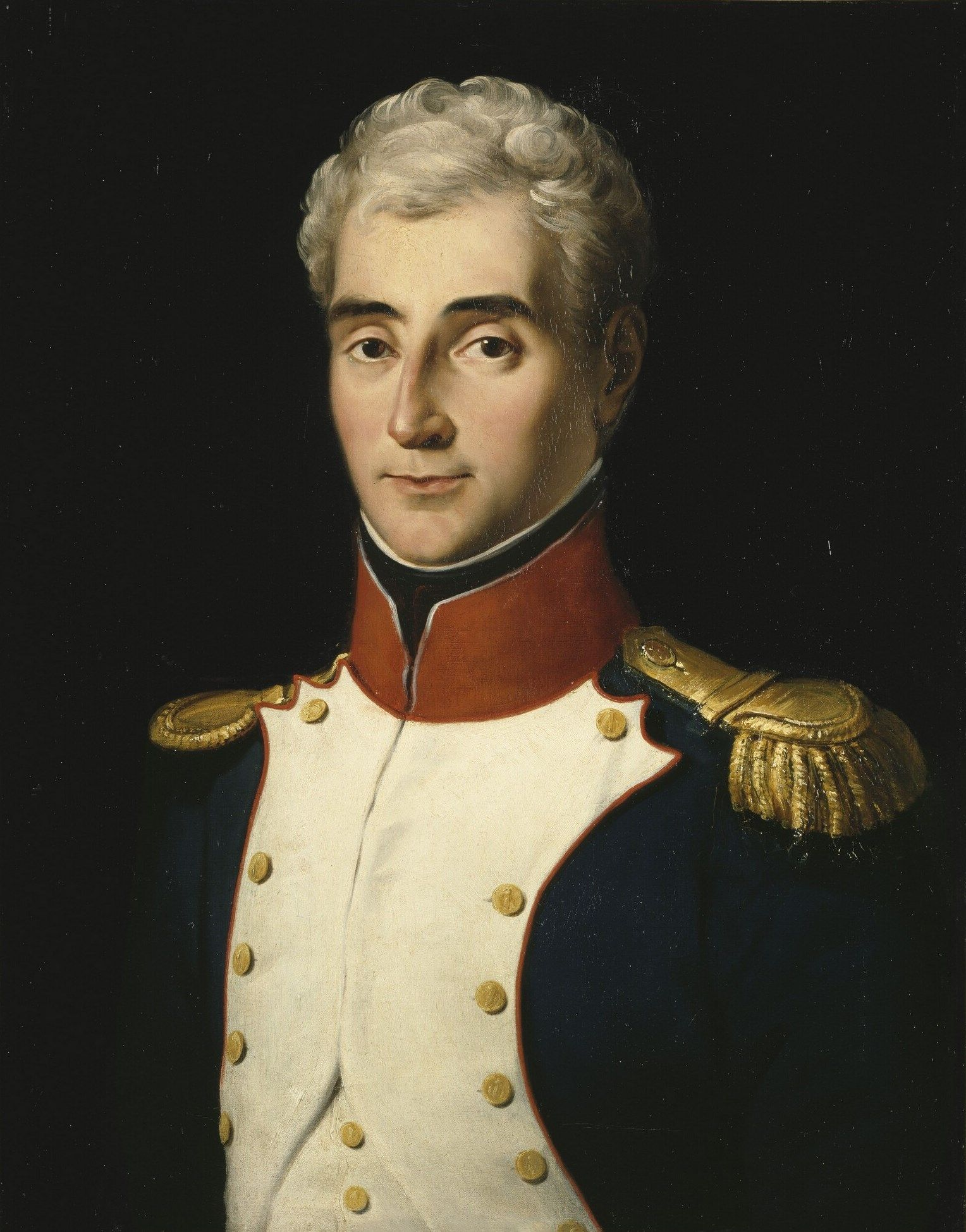
Masséna como tenente-coronel do 2º batalhão do Exército do Var (Armée du Var), 1792

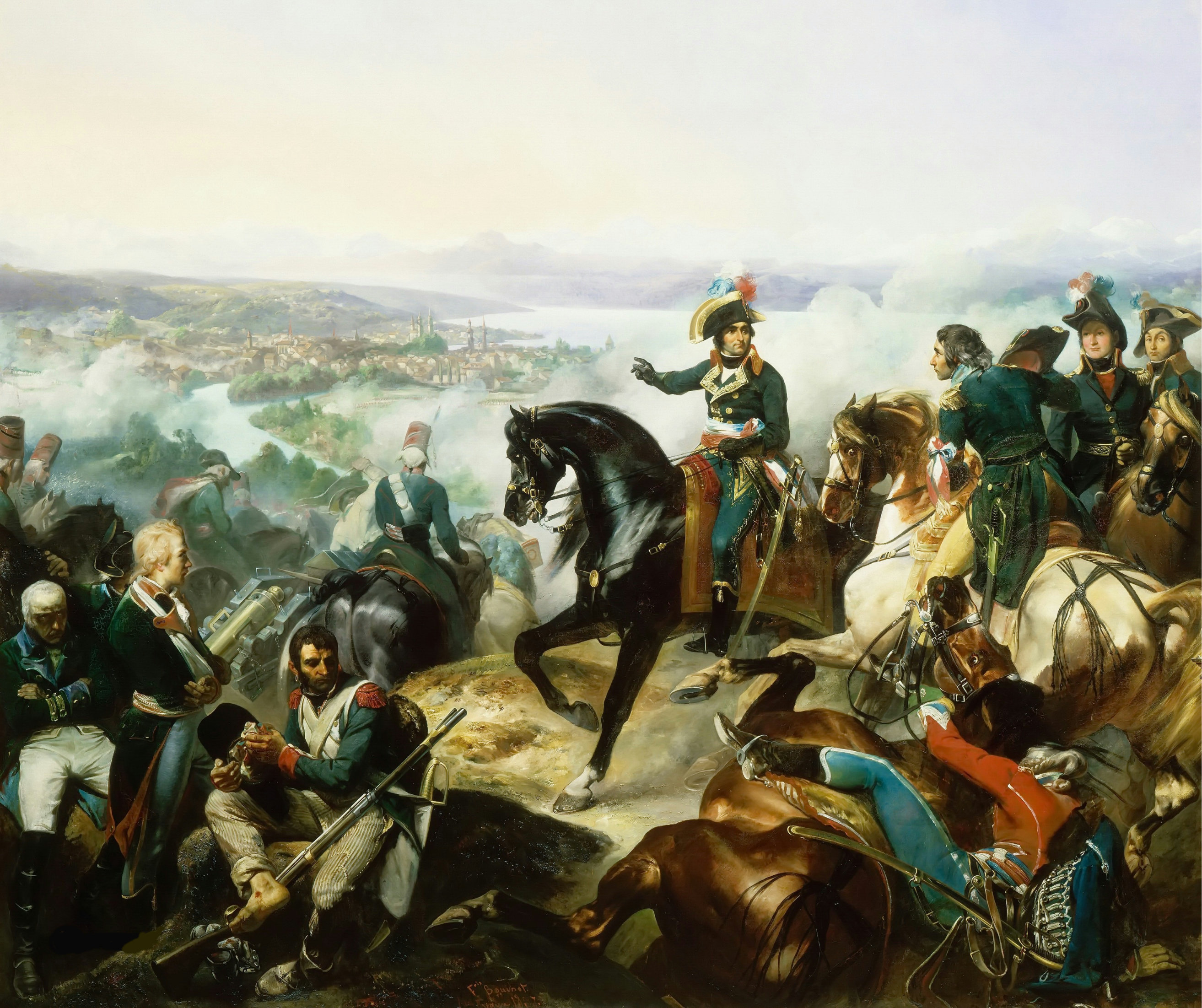
Masséna na segunda batalha de Zurique

Quando as Guerras Revolucionárias Francesas estouraram em abril de 1792, Masséna e seu batalhão foram posicionados ao longo da fronteira com o Piedmont. Masséna preparou seu batalhão para a batalha na esperança de que fosse incorporado ao exército regular. Naquele mês de outubro, um mês após a ocupação de Nice, o batalhão era um dos quatro batalhões de voluntários que se tornaram parte da Armée d'Italie francesa.
Masséna se destacou na batalha e foi rapidamente promovido, alcançando o posto de général de brigade em agosto de 1793 e général de division em dezembro. Ele foi proeminente em todas as campanhas na Riviera italiana nos dois anos seguintes, incluindo o ataque a Saorgio em 1794 e a Batalha de Loano em 1795. Quando Napoleão Bonaparte assumiu o comando em março de 1796, Masséna comandava as duas divisões do avanço do exército guarda.
Durante a campanha na Itália de 1796-1797, Masséna se tornou um dos subordinados mais importantes de Bonaparte. Ele desempenhou um papel significativo nas batalhas de Montenotte e Dego na primavera, e teve um papel de liderança nas batalhas de Lonato, Castiglione, Bassano, Caldiero e Arcola no verão e outono, bem como na Batalha de Rivoli e no outono de Mântua naquele inverno.

Quando um exército de ajuda austríaco foi enviado para ajudar Mântua em janeiro de 1797, as forças francesas foram invadidas perto de Rivoli, enquanto outras colunas inimigas avançaram sobre Verona e Mântua. Às 17h do dia 13 de janeiro, Masséna recebeu ordem de marchar de Verona a Rivoli, a quinze milhas de distância. Após uma marcha noturna forçada pelas estradas cobertas de neve, o primeiro de seus soldados chegou ao campo de batalha às 6h da manhã. Bonaparte os posicionou no flanco esquerdo quando a batalha começou. Eles foram deslocados para fortalecer o centro de flacidez e, em seguida, implantados para esmagar uma manobra de flanco austríaca. As tropas de Masséna desempenharam um papel decisivo na vitória. No dia seguinte, com muito pouco descanso, Masséna e suas tropas marcharam 39 milhas em 24 horas para interceptar um segundo exército austríaco que avançava para socorrer Mântua. Em La Favorita, ele fechou a pinça no exército austríaco, forçando sua rendição. No espaço de cinco dias, a divisão de Masséna desempenhou um papel importante em uma operação que deixou mais de 35 000 soldados austríacos mortos ou capturados. Duas semanas depois, a guarnição de 30 000 homens em Mântua se rendeu. Com sua vitória final completa, Napoleão elogiou Masséna com o nome de l'enfant chéri de la victoire. O presidente da Diretoria em Paris, Jean Rewbell, também deu os parabéns: 
“A Diretoria Executiva o parabeniza, cidadão geral, pelo novo sucesso que obteve contra os inimigos da República. A brava divisão que comanda se revestiu de glória nos três dias consecutivos que obrigaram Mântua a capitular, e a Diretoria é obrigado a considerá-lo um dos generais mais capazes e úteis da República".
Em 1799, Masséna recebeu um importante comando na Suíça, substituindo o general Charles Edward Jennings. Enquanto os reforços russos marcharam para apoiar os exércitos austríacos na Itália e na Suíça, o Diretório consolidou os remanescentes dos exércitos franceses sob o comando de Masséna. Com uma força de aproximadamente 90 000 homens, Masséna recebeu a ordem de defender toda a fronteira. Ele repeliu o avanço do arquiduque Carlos sobre Zurique em junho, mas retirou-se da cidade e assumiu posições nas montanhas circundantes. Ele triunfou sobre os russos sob o comando do general Alexander Korsakov na Segunda Batalha de Zurique em setembro, então, ciente do avanço do general russo Alexander Suvorov em direção a St. Gotthard, rapidamente mudou suas tropas para o sul. A divisão do general Claude Jacques Lecourbe atrasou a entrada dos russos na Suíça em Passo de São Gotardo, e quando Suvorov finalmente forçou sua passagem, ele foi recebido por unidades da divisão francesa do general Jean-de-Dieu Soult bloqueando a rota em Altdorf. Incapaz de romper as linhas francesas e ciente da derrota desastrosa de Korsakov, o general russo virou para o leste através do alto e difícil Passo de Pragel para Glarusonde ficou consternado ao encontrar outras tropas francesas à sua espera em 4 de outubro. Na neve até a cintura, suas tropas tentaram seis vezes romper as linhas francesas ao longo do rio Linth, mas cada ataque foi repelido. Suvorov não teve alternativa a não ser escapar pelo traiçoeiro Passo do Panix, abandonando sua bagagem e artilharia e perdendo até 5 000 homens. Isso, entre outros eventos, levou à retirada da Rússia da Segunda Coalizão.
Em 1800, Masséna foi sitiada em Gênova, na Itália, pelos austríacos, enquanto Bonaparte marchava com o Exército da Reserva para Milão. No final de maio, a peste havia se espalhado por Gênova e a população civil estava em revolta. As negociações para a troca de prisioneiros foram iniciadas no início de junho, mas os cidadãos e alguns membros da guarnição clamaram pela capitulação. Sem que Masséna soubesse, o general austríaco Peter Ott recebera ordens de levantar o cerco porque Bonaparte cruzara o Passo do Grande São Bernardo e agora ameaçava o principal exército austríaco. Descrevendo a situação em Gênova, Ott solicitou e recebeu permissão para continuar o cerco. Em 4 de junho, com o racionamento de um dia restante, o negociador de Masséna finalmente concordou em evacuar o exército francês de Gênova. No entanto, "se a palavra capitulação fosse mencionada ou escrita", Masséna ameaçava encerrar todas as negociações. Dois dias depois, alguns franceses deixaram a cidade por mar, mas a maior parte das tropas famintas e exaustos de Masséna marchou para fora da cidade com todo o seu equipamento e seguiram a estrada ao longo da costa em direção à França, terminando o cerco de quase 60 dias. O cerco foi uma demonstração surpreendente de tenacidade, engenhosidade, coragem e ousadia que rendeu louros adicionais para Masséna e o colocou em uma categoria anteriormente reservada apenas para Bonaparte.
Ao forçar os austríacos a desdobrar vastas forças contra ele em Gênova, Masséna tornou possível para Bonaparte cruzar o Passo do Grande São Bernardo, surpreender os austríacos e, finalmente, derrotar o exército austríaco do general Michael von Melas em Marengo antes que reforços suficientes pudessem ser transferidos de o local do cerco. Menos de três semanas após a evacuação, Bonaparte escreveu a Masséna: "Não posso dar-lhe uma marca maior da confiança que tenho em você do que dando-lhe o comando do primeiro exército da República (Exército da Itália)". Até os austríacos reconheceram a importância da defesa de Masséna; o chefe do estado-maior austríaco declarou com firmeza: "Você venceu a batalha, não na frente de Alexandria, mas na frente de Gênova". Masséna foi nomeado comandante das forças francesas na Itália, embora mais tarde tenha sido demitido por Napoleão. Apesar do elogio, Napoleão também criticou Massena por capitular muito cedo em suas memórias, contrastando suas ações com as dos gauleses sob Vercingetórix quando sitiados por Júlio César na Batalha de Alesia.

## Guerras Napoleônicas

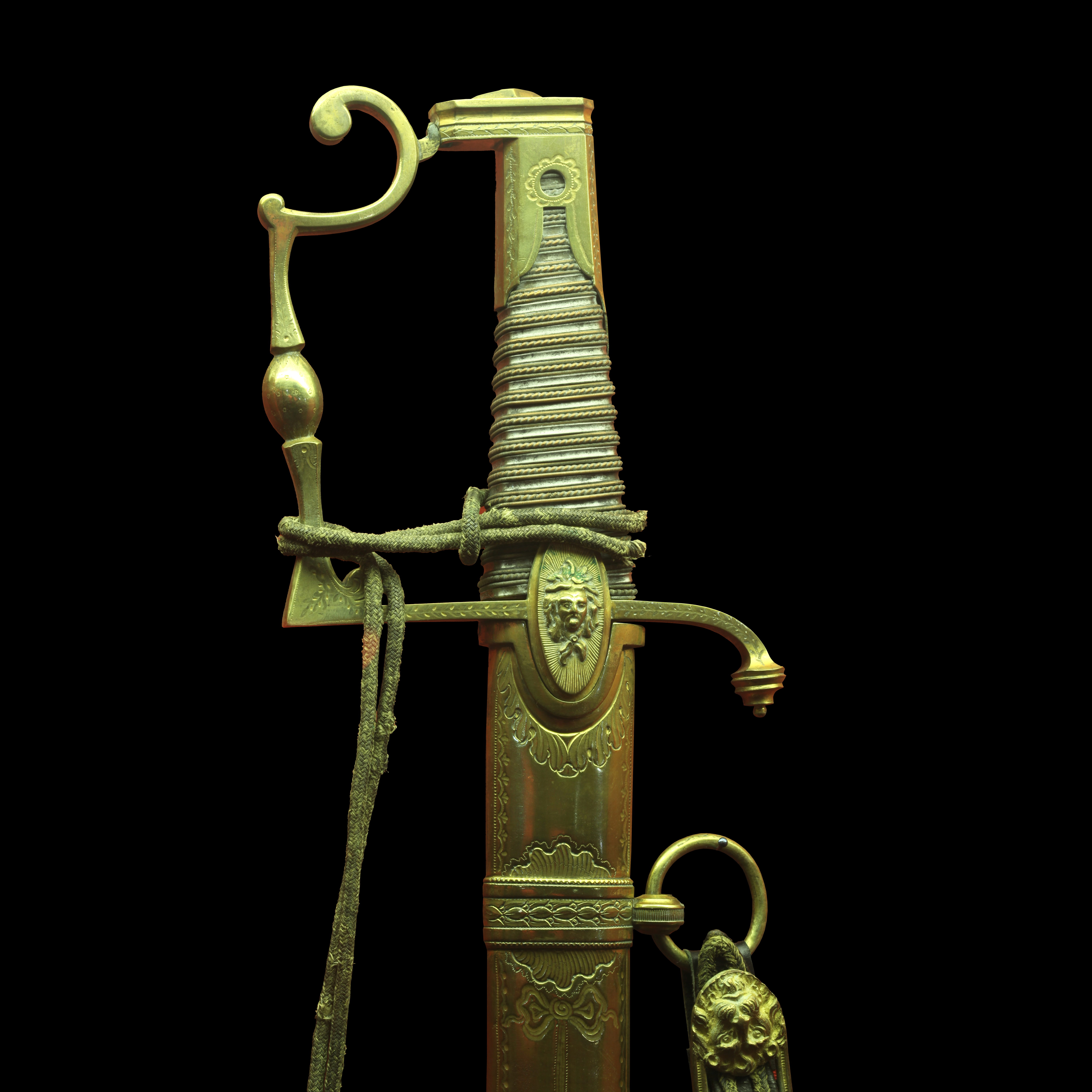
O sabre de Masséna, em exibição no Musée d'Art et d'Histoire de Neuchâtel

Só em 1804 Masséna reconquistou a confiança de Napoleão. Naquele ano, ele foi nomeado marechal do Império em maio. Ele liderou um exército independente que capturou Verona e lutou contra os austríacos em Verona e mais tarde, em 30 de outubro de 1805, Caldiero. Masséna recebeu o controle das operações contra o Reino de Nápoles e comandou a ala direita do Grande Exército na Polônia em 1807. Ele recebeu seu primeiro título de vitória ducal como chefe de Rivoli em 24 de agosto de 1808.
Em 1804, ele participou da reorganização da Maçonaria francesa e tornou-se, em novembro, "grande representante do grão-mestre do Conselho Supremo"; nesta qualidade, é um dos negociadores da concordata estabelecida entre o Grande Oriente da França e o Conselho Supremo. Sob o Império, ele era membro da Loja Sainte Caroline em Paris. Ele também é "adorador da honra" em várias lojas maçônicas, como "Les Frères Réunis" em Paris, "La Parfaite Amitié" em Toulon, "L'Étroite Union" em Thouars ou "Les Vrais Amis Réunis" em Nice.
Em 1808, Masséna foi acidentalmente baleado durante uma expedição de caça com a suíte imperial. Não está claro se ele foi baleado pelo próprio Napoleão ou pelo marechal Louis-Alexandre Berthier, mas ele perdeu o uso de um olho como resultado.
Não foi até 1809 que ele estava em serviço ativo, desta vez contra as forças da Quinta Coalizão. No início da campanha, Masséna liderou o IV Corpo de exército nas batalhas de Eckmühl e Ebersberg. Mais tarde na guerra, quando Napoleão tentou cruzar para a margem norte do Danúbio na Batalha de Aspern-Essling, as tropas de Masséna se mantiveram no vilarejo de Aspern durante dois dias de combates violentos. Ele foi recompensado em 31 de janeiro de 1810 com um segundo título de vitória, agora principesco, Príncipe de Essling, por seus esforços lá e na Batalha de Wagram.
Durante a Guerra Peninsular, Napoleão nomeou Masséna Comandante do Exército de Portugal em 1810. Masséna capturou Cidade Rodrigo e Almeida após cercos bem-sucedidos, mas sofreu um revés nas mãos do exército anglo-português do Duque de Wellington em Buçaco em 27 Setembro. Prosseguindo, obrigou os aliados a recuarem para as Linhas de Torres Vedras, onde se manteve um impasse durante vários meses. Finalmente forçado a recuar devido à falta de comida e suprimentos, Masséna retirou-se para a fronteira espanhola, supostamente levando Napoleão a comentar: "Então, Príncipe de Essling, você não é mais Masséna". Depois de sofrer derrotas nas batalhas de Sabugal e Fuentes de Oñoro, foi substituído pelo marechal Auguste de Marmont e não voltou a servir, tornando-se comandante local em Marselha.

## Aposentadoria

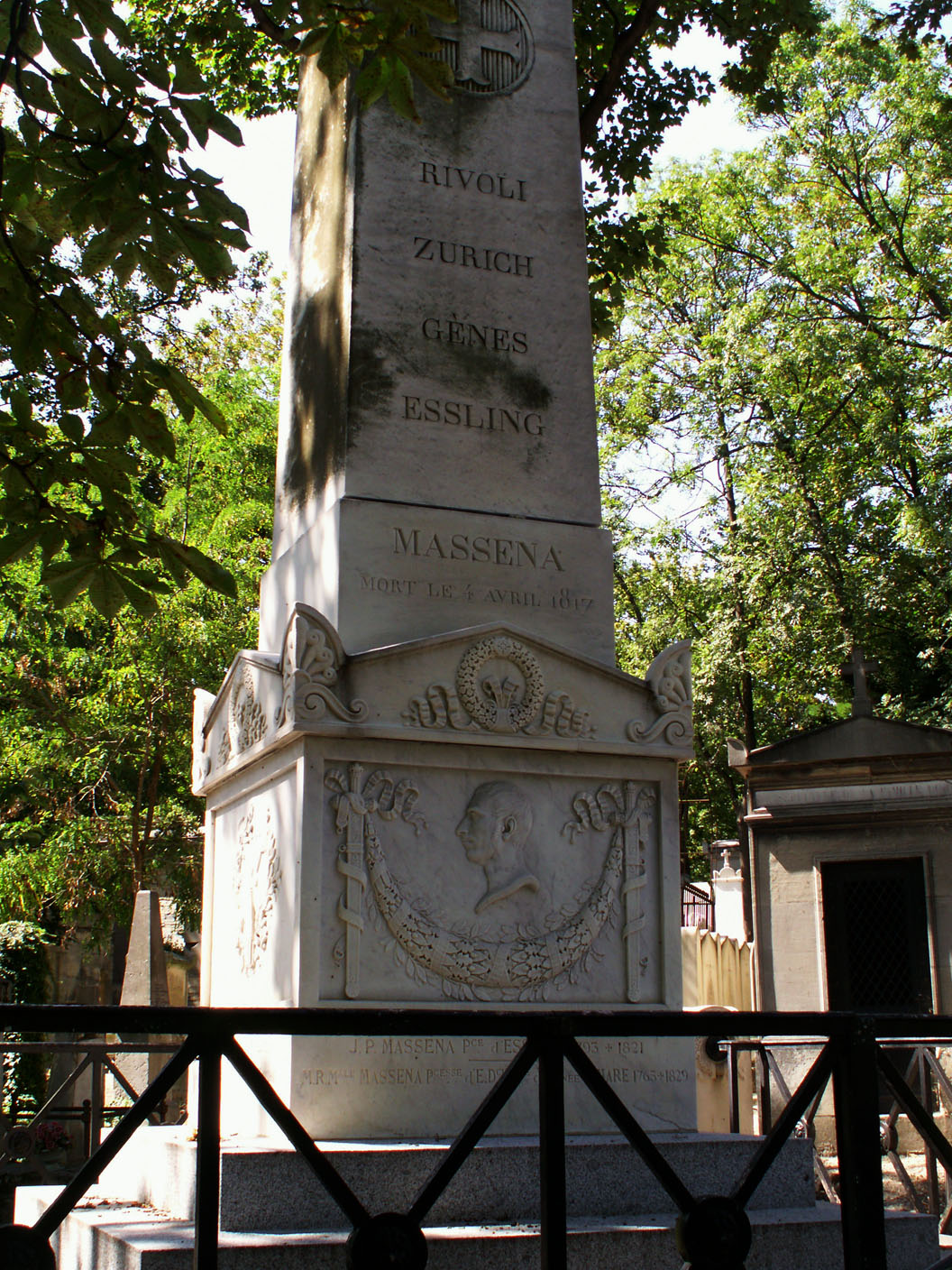
Tumba de Masséna no cemitério Père Lachaise

Masséna reteve brevemente seu comando após a restauração do Rei Luís XVIII, até que ele foi removido para seu passado. Quando Napoleão retornou do exílio no ano seguinte, Masséna se uniu para se comprometer ao lado de Napoleão mais uma vez, e foi premiado como um Par da França, mas permaneceu como um comandante local. No dia seguinte à segunda abdicação de Napoleão, em 22 de junho de 1815, ele foi nomeado chefe da Guarda Nacional em Paris pelo governo provisório, mas logo foi substituído após o retorno dos Bourbons. Ele não estava inclinado a provar sua lealdade monarquista após a derrota de Napoleão, e também foi membro da corte marcial que se recusou a julgar o marechal Michel Ney. Masséna morreu em Paris em 1817 e foi sepultado no cemitério Père Lachaise, em uma tumba que divide com seu genro Honoré Charles Reille.

## Família
A esposa de Masséna ficou em sua casa em Antibes durante suas campanhas. Sua primeira filha, Marie Anne Elisabeth, nasceu em 8 de julho de 1790, mas morreu apenas quatro anos depois. Seu primeiro filho, Jacques Prosper, nascido em 25 de junho de 1793, herdou o título do pai de 2º Príncipe de Essling em 3 de julho de 1818. Victoire Thècle nasceu em 28 de setembro de 1794 e casou-se com Honoré Charles Reille em 12 de setembro de 1814. François Victor, nascido em 2 de abril 1799, tornou-se 2º Duque de Rivoli, 3º Príncipe de Essling e casou-se com Anne Debelle em 19 de abril de 1823.

## Na literatura
- Masséna é mencionado e/ou aparece em várias de Sir Arthur Conan Doyle: Brigadier Gérard, incluindo: Como o brigadeiro salvou o Exército (1902).
- Masséna aparece como uma personagem secundária nos romances Sharpe's Escape de Bernard Cornwell, detalhando a tentativa fracassada da França de reinventar Portugal em 1810, incluindo a Batalha do Buçaco e o romance Sharpe's Battle, detalhando a Batalha de Fuentes de Onoro.